# Château d'eau du Palais-Royal
Le château d'eau de la place du Palais-Royal est un ancien monument de Paris, situé place du Palais-Royal. Construit dans les années 1710, il est détruit en 1848.

## Situation
Le monument se trouvait dans l'angle sud-est de la place du Palais-Royal, approximativement dans l'alignement des actuelles arcades de la rue de Rivoli.

## Histoire
En 1713, Philippe d'Orléans décide de faire construire une fontaine face à l'entrée du Palais-Royal à l'emplacement d'un corps de garde situé entre la rue Froidmanteau et la rue Saint-Thomas-du-Louvre. Le château d'eau est destiné à fournir l'eau nécessaire à l'extinction d'éventuels incendies à l'opéra du Palais-Royal. Le dessin du monument est confié à Robert de Cotte. L'opération étant financée par l'administration des Bâtiments du Roi, ses plans sont approuvés le 7 mai 1714 par Louis-Antoine de Pardaillan de Gondrin, son directeur. Les travaux sont achevés en 1719.
En 1769, des lettres-patentes relatives à l'agrandissement de la place du Palais-Royal prévoient la destruction du château d'eau. Ce projet n'est pas réalisé.
Le 24 février 1848, lors des événements insurrectionnels, le château d'eau est pris par les insurgés et détruit par un incendie.

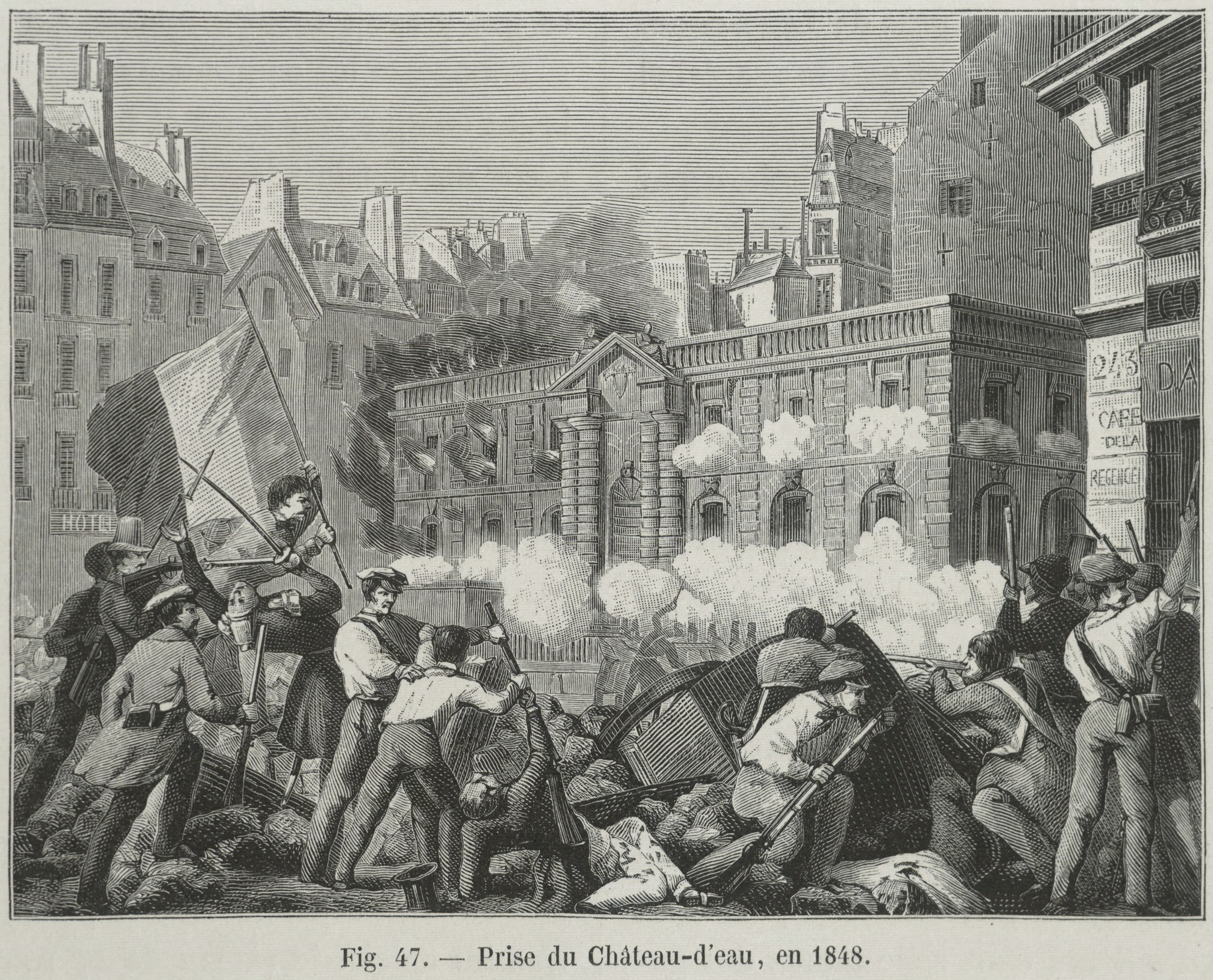
La prise du château d'eau en 1848.
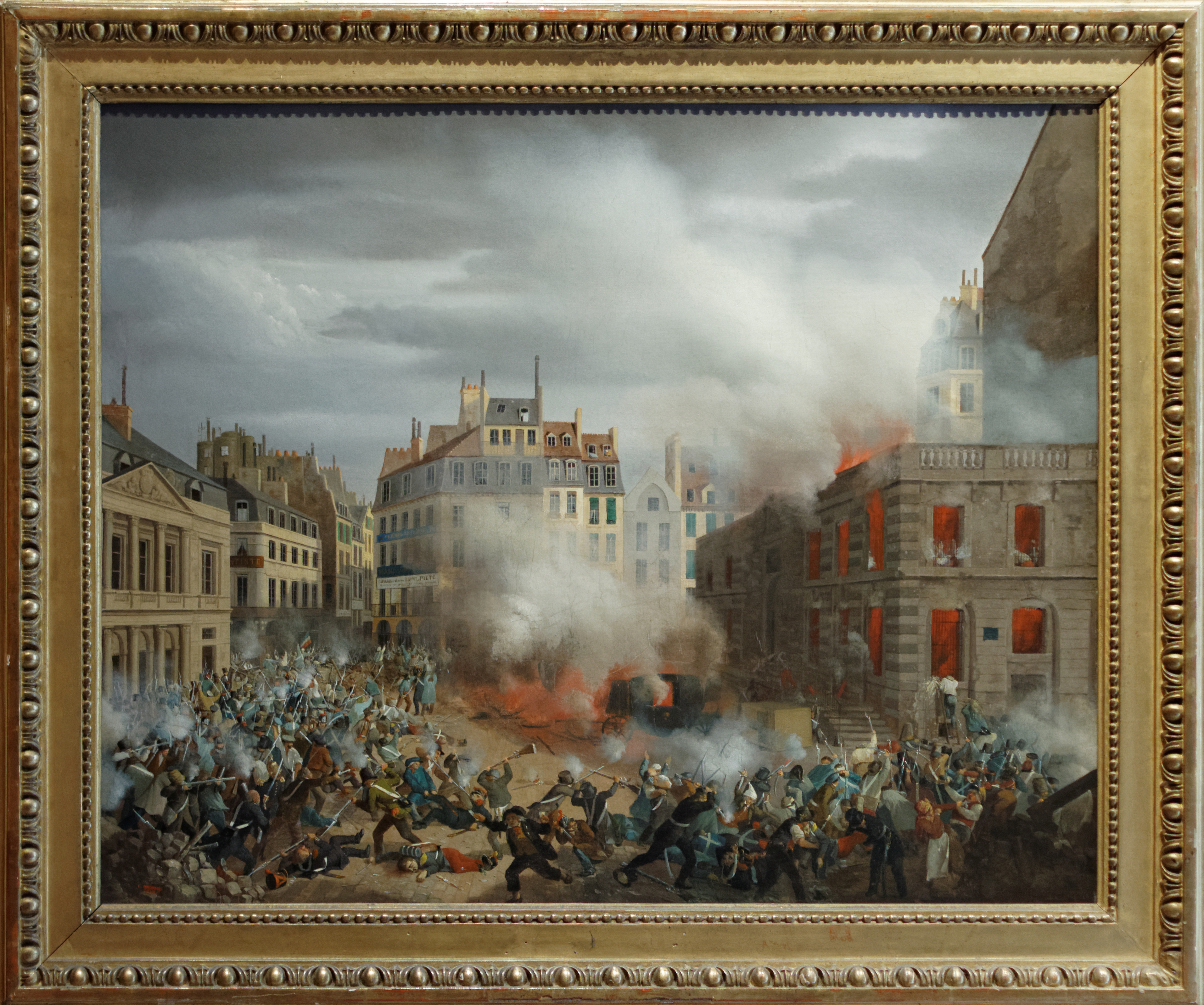
L'incendie du château d'eau.

## Architecture
Le rez-de-chaussée abritait des remises. Au premier étage, étaient situées des réservoirs à l'air libre entourés de passages couverts dont les combles étaient cachés par des balustrades. 
L'eau venait de la pompe de la Samaritaine et de l'aqueduc d'Arcueil. Guillaume Coustou fut charger de sculpter deux allégories de la Seine et de l'eau d'Arcueil. Ces deux sculptures furent placées sur les rampants du fronton couronnant la niche de style rocaille de la fontaine.